# 11184 Postma
11184 Postma eller 1998 HJ9 är en asteroid i huvudbältet som upptäcktes den 18 april 1998 av Spacewatch vid Kitt Peak-observatoriet. Den är uppkallad efter motståndsmannen Sep Postma.
Asteroiden har en diameter på ungefär 15 kilometer.